# Fairuza Balk
Fairuza Balk (Point Reyes, 21 de maig de 1974) és una actriu, músic i artista visual nord-americana. Coneguda per les seves interpretacions de personatges distintius, sovint amb un toc fosc i un personatge de "goth-girl". Ha aparegut en nombroses pel·lícules independents i llargmetratges de gran èxit.
Després d'una sèrie de papers televisius, Balk va fer el seu debut al llargmetratge com a Dorothy Gale a Return to Oz (1985), pel qual va ser nominada al Premi Young Artist a la millor interpretació protagonista. La seva carrera va progressar amb papers en pel·lícules com Valmont (1989) i Gas Food Lodging (1992), aquest últim li va valer un Independent Spirit Award a la millor protagonista femenina. Després de papers a Imaginary Crimes (1994) i Things to Do in Denver When You're Dead (1995), Balk va rebre elogis i un seguiment de culte per la seva interpretació de Nancy Downs a The Craft (1996), que li va valer un MTV Movie Award. Els seus altres crèdits inclouen The Island of Dr. Moreau (1996), American History X (1998), The Waterboy (1998), Almost Famous (2000), Personal Velocity: Three Portraits (2002), Deuces Wild (2002), Don' t Come Knocking (2005), Wild Tigers I Have Known (2006), Humboldt County (2008) i Bad Lieutenant: Port de Call New Orleans (2009).
Fora del cinema, Balk va interpretar Mildred Hubble a l'adaptació televisiva de 1986 de The Worst Witch, basada en la sèrie de llibres del mateix nom. També ha interpretat el paper recurrent de Ginger a Ray Donovan de Showtime el 2015 i va protagonitzar Lizzie Thomas a la sèrie d'Amazon Prime Paradise City el 2021. Balk ha estat llançant música des del 2010 amb el nom del seu projecte personal independent Armed Love Militia.

## Vida primerenca
Balk va néixer el 21 de maig de 1974 a Point Reyes, Califòrnia, de Solomon Feldthouse (nascut David Earle Scaff; 1940 – 2021), músic, i de Cathryn Balk (1944 – 2018), ballarina del ventre. El nom Fairuza és d'origen persa que significa "turquesa⁣". El seu pare li va donar el nom pel color dels seus ulls. Feldthouse va ser un dels membres fundadors del grup de rock psicodèlic Kaleidoscope dels anys 60, i també va ser un músic de folk itinerant.
Fins als dos anys, Balk va viure a Jackson, Michigan, amb la seva mare. Després es van traslladar a Vancouver, Colúmbia Britànica, on va començar a actuar als sis anys. Es van traslladar a Londres i després a París per a un altre paper. Van romandre allà durant sis mesos abans de tornar a Vancouver. Balk va comprar una botiga d'ocultisme a Los Angeles mentre filmava la pel·lícula de 1996 The Craft.

## Carrera cinematogràfica
Balk va fer el seu primer curs d'actuació cap a l'estiu de 1983, on li van ensenyar a mirar una càmera i no ser tímida. La seva primera experiència va ser en un anunci comercial de turisme de la Colúmbia Britànica, pel qual va guanyar 100 dòlars. El seu paper de debut va ser en una pel·lícula de televisió de 1983 titulada The Best Christmas Pageant Ever. Mentre estava a Londres, Walt Disney Productions va fer un càsting a Balk per interpretar a Dorothy Gale a Return to Oz, la seqüela del musical de MGM de 1939 El mag d'Oz. Aquest paper va portar a altres, inclòs el de Mildred Hubble a The Worst Witch. El 1988, als 14 anys, es va traslladar a París per treballar a Valmont amb Miloš Forman. Va decidir fer cursos per correspondència i va tornar a Hollywood, on va guanyar cada cop més atenció com a actriu. El 1992, va ser guardonada amb un Independent Spirit Award com a millor actriu per la seva actuació a la pel·lícula d'Allison Anders Gas Food Lodging.
El 1996, va aparèixer en un paper principal a The Craft, en què el seu personatge va formar un aquelarre d'adolescents amb personatges interpretats per Neve Campbell, Rachel True i Robin Tunney. Des de llavors, Balk ha continuat trobant papers, principalment foscos. El 1996, va coprotagonitzar The Island of Dr Moreau. El 1998, va interpretar una neonazi al costat d'⁣Edward Norton a American History X, i va aparèixer a The Waterboy, al costat d'⁣Adam Sandler. Des de l'any 2000, ha aparegut en més d'una dotzena de pel·lícules i va estar breument en una banda anomenada G-13. També ha fet treballs de veu per a pel·lícules d'animació, programes de televisió i videojocs, com ara Justice League, Family Guy, Grand Theft Auto: Vice City i Lords of EverQuest. El documental del 2007 Return to Oz: The Joy That Got Away li va ser dedicat a ella.
El 2010, Armed Love Militia, la proposta musical independent de Balk, va llançar el senzill "Stormwinds". La cançó va ser escrita i cantada per Balk. Armed Love Militia va continuar, amb Balk col·laborant en un EP amb el cantant i compositor Mel Sanson.
El 2011, Balk va començar a exposar art a Los Angeles i Nova York. El 4 d'agost de 2012, va participar en l'espectacle col·lectiu 'MiXTAPE', amb altres artistes destacats Mark Ryden, Camille Rose Garcia, Jessicka Addams i Marion Peck. Es va demanar als artistes que escollissin una cançó i creessin art inspirat en aquesta cançó. Balk va triar la cançó "Nuages" de Django Reinhardt i va crear una escultura de tècnica mixta de 16"x20"x12". La barreja eclèctica de cançons escollides es va presentar per a la seva descàrrega digital a iTunes.
El 2017, la banda de titelles emo Fragile Rock va interpretar una cançó titulada "Fairuza Balk" al seu concert NPR Tiny Desk.

## Filmografia
| Any  | Títol                                                              | Rol                                  | Notes |
| ---- | ------------------------------------------------------------------ | ------------------------------------ | --- |
| 1985 | Return to Oz                                                       | Dorothy Gale                         | Nominated – Saturn Award for Best Performance by a Younger Actor |
| 1986 | Discovery                                                          | Molly                                | Short film |
| 1988 | The Outside Chance of Maximilian Glick                             | Celia Brzjinski                      | |
| 1989 | Valmont                                                            | Cecile                               | |
| 1992 | Gas Food Lodging                                                   | Shade                                | Independent Spirit Award for Best Female Lead |
| 1994 | Imaginary Crimes                                                   | Sonya Weiler                         | |
| 1994 | Tollbooth                                                          | Doris                                | |
| 1995 | Things to Do in Denver When You're Dead                            | Lucinda                              | |
| 1996 | The Craft                                                          | Nancy Downs                          | MTV Movie Award for Best Fight (shared with Robin Tunney) Nominated – Saturn Award for Best Supporting Actress                                                                   |
| 1996 | The Island of Dr. Moreau                                           | Aissa                                | |
| 1997 | American Perfekt                                                   | Alice Thomas                         | |
| 1997 | The Maker                                                          | Bella Sotto                          | |
| 1998 | There's No Fish Food in Heaven / Life In The Fast Lane (DVD Title) | Mona                                 | |
| 1998 | American History X                                                 | Stacey                               | |
| 1998 | The Waterboy                                                       | Vicki Vallencourt                    | |
| 2000 | Red Letters                                                        | Gretchen Van Buren                   | |
| 2000 | Almost Famous                                                      | Sapphire                             | Online Film Critics Society Award for Best Ensemble (shared with State and Main) Nominated – Screen Actors Guild Award for Outstanding Performance by a Cast in a Motion Picture |
| 2002 | Personal Velocity: Three Portraits                                 | Paula                                | |
| 2002 | Deuces Wild                                                        | Annie 'The Ice Cube'                 | |
| 2005 | What Is It?                                                        | Screaming Snail, Insect, Monkey Girl | Voice |
| 2005 | Don't Come Knocking                                                | Amber                                | |
| 2005 | A Year and a Day                                                   | Lola                                 | |
| 2006 | Wild Tigers I Have Known                                           | Logan's Mom                          | |
| 2008 | Humboldt County                                                    | Bogart                               | |
| 2008 | Grindstone Road                                                    | Hannah                               | |
| 2009 | Bad Lieutenant: Port of Call New Orleans                           | Officer Heidi                        | |
| 2010 | Shit Year                                                          | Message Voice                        | |
| 2013 | Dose of Reality                                                    | Rose                                 | |
| 2014 | Beyond Clueless                                                    | Narrator                             | |
| 2014 | Lost Soul                                                          | Herself                              | Documentary film |
| 2015 | Battle Scars                                                       | Rifka                                | |
| 2017 | August Falls                                                       | Anna Ellison                         | |
| 2018 | Hell Is Where the Home Is                                          | The Visitor                          | aka Trespassers |
| 2020 | The Craft: Legacy                                                  | Nancy Downs                          | Cameo |

| Any       | Títol                                           | Rol                     | Notes                                                              |
| --------- | ----------------------------------------------- | ----------------------- | ------------------------------------------------------------------ |
| 1983      | The Best Christmas Pageant Ever                 | Beth Bradley            | Television film                                                    |
| 1985      | Deceptions                                      | Penny Roberts           | Television film                                                    |
| 1986      | The Worst Witch                                 | Mildred Hubble          | Television film                                                    |
| 1987      | Poor Little Rich Girl: The Barbara Hutton Story | Barbara—Age 12          | Television film                                                    |
| 1991      | Deadly Intentions... Again?                     | Stacey                  | Television film                                                    |
| 1992      | Shame                                           | Lizzie Curtis           | Television film                                                    |
| 1992      | The Danger of Love: The Carolyn Warmus Story    | Lisa                    | Television film                                                    |
| 1993      | Murder in the Heartland                         | Caril Ann Fugate        | Mini-series                                                        |
| 1994      | ZZ Top: Breakaway                               | Vampire Girl            | Television film                                                    |
| 1995      | Shadow of a Doubt                               | Angel Harwell           | Television film                                                    |
| 1999–2000 | Family Guy                                      | Coco, Connie D'Amico    | Voice, 2 episodes                                                  |
| 2001      | The Sopranos                                    | Agent Deborah Ciccerone | Episode: "Army of One" (original airing only; all scenes replaced) |
| 2003      | Justice League                                  | Penny Dee               | Voice, episode: "Only a Dream"                                     |
| 2006      | Orpheus                                         | Karen                   | Television film                                                    |
| 2006      | Masters of Horror                               | Stacia                  | Episode: "Pick Me Up"                                              |
| 2011–2012 | Celebrity Ghost Stories                         | Herself                 | 3 episodes                                                         |
| 2015      | Ray Donovan                                     | Ginger                  | 7 episodes                                                         |
| 2021      | Paradise City                                   | Lizzie Thomas           | TV spinoff of American Satan                                       |
| 2022      | Close Enough                                    | Roxy                    | Voice, episode: Halloween Enough                                   |

| Any  | Títol                       | Rol de veu      |
| ---- | --------------------------- | --------------- |
| 2002 | Grand Theft Auto: Vice City | Mercedes Cortès |
| 2003 | Senyors d'EverQuest         | Lady T'Lak      |